# Antonín Brosmann
Antonín Jan Nepomuk Brosmann (7. září 1731 Fulnek – 16. září 1798 Příbor) byl český katolický řeholník (piarista) a hudební skladatel.

## Život
Již před vstupem k piaristům nabyl značného obecného i hudebního vzdělání. Po přijetí v roce 1750, kdy přijal řádové jméno Damasus a Scto Hieronymo, byl posílán na různá místa. Působil jako profesor filosofie v Mikulově, Kroměříži, Příboře aj. V Bílé Vodě, kde byl farářem a rektorem, navázal umělecké i přátelské styky s významným rakouským skladatelem Karlem Dittersdorfem, který byl v té době arcibiskupským kapelníkem na Jánském Vrchu. Od roku 1787 byl prefektem koleje v Příboře.

## Dílo
Antonín Brosmann patří spolu s Remigiem Mašátem k nejvýznamnějším představitelům řádové piaristické hudby. Dochovaly se od něho četné chrámové skladby, které byly rozšířeny po celých Čechách a těšily se značné oblibě. Z větších vokálních děl je Brosmann autorem kantáty O turecké válce a dvou sepolker.
Z doby jeho působení v Lichtenštejnském semináři a na Piaristickém gymnáziu v Kroměříži se dochoval notový materiál uložený v Hudebním archivu Kroměřížského zámku.
V jeho osobnosti můžeme spatřit nejen jednoho z nejvýznamnějších řádových skladatelů Slezska 18. století, ale i mimořádného pedagoga. Je autorem řady latinsky psaných teoretických spisů o vyučování zpěvu, řízení hudby a o pravidlech skladby.